# ロッシー
ロッシー（1975年〈昭和50年〉4月6日 - ）は、日本のお笑いタレント。野性爆弾のツッコミ担当。吉本興業（東京本社）所属。本名および旧芸名は城野 克弥（しろの かつや）。滋賀県守山市出身。

## 略歴
農家の家系の両親のもとに生まれる。くっきｰ!と同じ幼稚園に入園し、以降高校までくっきｰ!と同じ学校に通う。小学生のときからジーコに憧れてサッカースクールに通い、高校では松田保が監督を務めるサッカー部のBチームに所属。
中学生のころに悪ふざけで生徒会長に立候補したところ、生徒会長を選ぶ選挙で最多得票を集めたことから生徒会長に就任。高校時代の成績は学年で下から2番目であった。くっきｰ!が下から3番目であり、登校拒否をしていた生徒が最下位であったため、事実上の最下位であった。
高校生時にバンドブームの影響を受けてくっきー!ら同級生とバンドを結成し、バンド仲間が卒業後の進路にNSC（吉本総合芸能学院）を選んだため、くっきー!チームとロッシーチームに分かれて1994年にNSC大阪校に入校。互いに相方がNSCを辞めていったことから、くっきー!とお笑いコンビ・野性爆弾を結成。野性爆弾のメンバーとして大阪での活動を経て、2008年に拠点を東京に移す。
くっきｰ!、後藤輝基、カネシゲタカシとともに結成したバンド「盆地で一位」ではベースを担当し、2008年2月にデビューアルバム『一枚目』を発売している。
2013年4月18日に13歳年下の歯科衛生士と結婚。
2019年12月27日、吉本坂46の2期生メンバーに選ばれる。
2019年から開始したYouTubeチャンネル「ロッシーのたまご」では、主にマインクラフトを長時間配信しており、2024年11月に放送された『有吉ぃぃeeeee!そうだ!今からお前んチでゲームしない?』（テレビ東京系列）にゲスト出演した際は、有吉弘行が希望したホワイトハウス風の建築の指揮を務めた。
2025年4月6日、自身と同じ生年月日に放送開始されたクイズ番組『パネルクイズアタック25』の放送開始50周年記念特番に青の解答者として出演した。

## 人物
身長180cm。左利き。好きな芸能人に中山美穂、JUN SKY WALKER(S)を挙げ、世の中で一番怖いものとしておばけと答えている。尊敬する人物には土肥ポン太、小籔千豊を挙げている。好きな動物は犬であり、これまでに雑種、マルチーズ、シーズーなどを飼育した。
視力が悪く、コンタクトレンズを常用している。絵を描くことが得意。天然キャラで知られ、舞台に出てきただけで笑われることも多い。大喜利でも天然ぶりを発揮し、お題にそぐわない回答を出し周囲を困惑させている。喫煙者であったが、2016年から禁煙している。
同期ではシャンプーハットの恋さん（小出水直樹）、先輩ではテンダラーの浜本広晃などと仲が良い。先輩芸人の今田耕司との食事の席で、他の若手芸人は大先輩を前に一歩引き気味だった中、初対面にもかかわらず臆することなくどんどん話しかけたため、今田は「親戚の子みたい」と述べた。
芸名および愛称のロッシーは、若手時代にハリウッドザコシショウやケンドーコバヤシが城野を「シッローノ」と外国人風に呼び始め、「ロッシーノ」を経て「ロッシー」と変化したもの。
「世界一ピュアで優しい男」と評されており、2019年5月15日放送の『水曜日のダウンタウン』（TBS系）では「ロッシー 何でも受け入れちゃいすぎておっかない説」として様々な検証ドッキリを仕掛けられる。「街で知らない人から携帯電話を貸してくれと頼まれて当然のように貸す」、「道で少女から『マッチを買ってください』と声をかけられて1箱1000円で買い、去り際に『頑張って』と声を掛ける」、「乗ったタクシーが反対方向に向かっても正規の料金を支払い、降り際に『ありがとうございます』と言う」など、番組側が仕掛けたものをすべて受け入れてしまう様子が放送された。2020年1月22日放送の同番組では、「子供からもらった松ぼっくり、家まで持ち帰らざるを得ない説」の検証がされ、大切に鞄にしまい家まで持ち帰る様子が放送された。
「鈍感力の持ち主」とも紹介されており、対局にある繊細さんについて「いろいろとこまやかなことに気づける繊細さんはうらやましい」とした上で、自分からSNSを見に行って傷つく行為（エゴサーチ）については「そこによくないことが書かれているとわかっているのに、自分から覗き込んで傷ついたってことですよね。ぼくからしたら変態プレーかって思います（笑い）」と語っている。
相方であるくっきー!は2018年にロッシーの存在について以下のように語っている。

## 滑舌亭一門
自身が滑舌が悪いことから、相方であるくっきー！の「肉糞亭一門」に対抗して、吉本の滑舌が悪い芸人を集めた「滑舌亭一門」を2010年に立ち上げる。滑舌亭あんちゃんを名乗り、イベントを開催している。

### 門下生
※コンビ名・所属は、入門当時のもの
- 滑舌亭あんちゃん（ロッシー）

- 滑舌亭老若男女（ロンドンブーツ1号2号 田村亮）
- 滑舌亭玉村輝彦（シベリア文太）
- 滑舌亭うんこのおばけ（麒麟 田村裕）
- 滑舌亭口元が・・・（ニブンノゴ! 宮地謙典）
- 滑舌亭たのんだぞ！（金成公信）
- 滑舌亭元気（キクチケンイチ）
- 滑舌亭ニセ札作り（ガリットチュウ 熊谷茶）
- 滑舌亭OL（POISON GIRL BAND 吉田大吾）
- 滑舌亭ウーハー（バッドボーイズ 大溝清人）
- 滑舌亭鳥取（安住）

## 出演

### テレビ
現在
- おうみ発630「しが鉄」（NHK大津放送局）
- 有吉ぃぃeeeee!そうだ!今からお前んチでゲームしない?（テレビ東京系列） - 不定期出演

過去
- 趣味どきっ! 体幹バランストレーニング（2020年3月31日 - 6月9日、NHK Eテレ）[17]
- イマナマ!（2023年3月 - 2024年6月、中国放送）- 金曜エンタメコーナー「リ・ディスカバリーチャンネル」にレギュラー出演。
- BS10パネルクイズアタック25（2025年4月6日、BS10）

### CM
- ハドソン「桃太郎電鉄DS TOKYO&JAPAN」（2007年）

### 映画
- 岸和田少年愚連隊 BOYS BE AMBITIOUS（1996年、井筒和幸監督） - サダの連れ 役